# Festiwal Orle Gniazdo Vol. 1
Festiwal Orle Gniazdo Vol. 1 – album muzyczny zawierający utwory różnych wykonawców muzycznych wydany w 2014 r. zamieszczony na jednej płycie kompaktowej. Jest to składanka, na której zamieszczono utwory wielu wykonawców, którzy występowali w pierwszej edycji festiwalu „Orle Gniazdo” z 2013 r. Obok utworów wykonywanych przez polskich muzyków zamieszczono dwie kompozycje należące do wykonawców zagranicznych – Utolsó Védvonal z Węgier i Nessuna Resa z Włoch. Pod względem muzycznym dominuje hip-hop i rock, w tym takie nurty muzyczne jak hard rock, oi! czy heavy metal. Generalnie jednak bez względu na styl jest to muzyka tożsamościowa.

## Historia
W 2013 r. zorganizowano pierwszą edycję festiwalu „Orle Gniazdo”. Impreza odbyła się w dniach od 28 do 30 czerwca 2013 r.. W kolejnym 2014 r., w lipcu, zorganizowano drugą edycję festiwalu, ale także wydano w tym właśnie roku składankę muzyczną „Festiwal Orle Gniazdo Vol. 1”, z utworami różnych wykonawców, którzy występowali w pierwszej edycji festiwalu z 2013 r..
Następna publikacja dotycząca festiwalu muzycznego Orle Gniazdo ukazała się dopiero w 2017 r. pod tytułem „Festiwal Orle Gniazdo – Wydanie jubileuszowe”.

## Album
Album muzyczny „Festiwal Orle Gniazdo Vol. 1” wydany został w 2014 r., w Polsce, bez wskazania wytwórni muzycznej odpowiedzialnej za to wydawnictwo. Ścieżka dźwiękowa zamieszczona została na nośniku danych – jednej płycie kompaktowej. Ma on przypisany następujące identyfikatory: Matrix / Runout: 25121, Matrix / Runout (Mould): B02, Mould SID Code: IFPI AKG C8. Tłoczenie płyt wykonano w XDiSC (identyfikator: 25121). Płytę umieszczono w standardowym opakowaniu typu digipack.

## Tytuł
W dostępnych opracowaniach dotyczących albumu prezentowany jest on z tytułem „Festiwal Orle Gniazdo Vol. 1”. Jednak nieco inaczej album opisany jest na samej obwolucie, a mianowicie zarówno na stronie tytułowej okładki jak i stronach wewnętrznych znajduje się zamieszczony w dwóch wersach napis „orle gniazdo”, a pod nim w trzecim wersie zapisanej już inną czcionką i wersalikami trzecie słowo „FESTIWAL”. Natomiast dopisek oznaczający pierwszą część wydawnictwa związanego z festiwalem Orle Gniazdo – „vol. 1” zamieszczony został wyłączenie na samej płycie kompaktowej.

## Wykonawcy
W albumie zamieszczono utwory szesnastu wykonawców muzycznych, po jednym każdego z nich. Są to następujący wykonawcy muzyczni: Basti, Beron, Irydion, Legion Twierdzy Wrocław, Nessuna Resa, Nordica, Obłęd, Old Firm, Prawy Prosty, Ptaku, Rewolta, Stalag, Stopa, Tormentia, Utolsó Védvonal, Wilcze Stado. Pośród wyżej wymienionych znajdują się wykonawcy polscy oraz zagraniczni. Wykonawcami spoza Polski, których utwory zamieszczono w albumie, są Utolsó Védvonal z Węgier i Nessuna Resa z Włoch.

## Muzyka i twórczość
Pod względem muzycznym składanka obejmuje utwory i wykonawców zaliczanych do dwóch głównych gatunków muzycznych: hip-hopu i rocka. W przypadku tego drugiego można wymienić takie style i nurty muzyczne w jego obrębie jak hard rock, folk rock, heavy metal, hardcore, Rock Against Communism, oi!. Cała twórczość prezentowana w albumie bez względu na styl obejmuje muzykę tożsamościową.

## Utwory
| lp. | Wykonawca       | tytuł                 | czas (min:sek) |
| --- | --------------- | --------------------- | -------------- |
| 1   | Basti           | 11 Listopada          | 03:19          |
| 2   | Beron           | Ghetto                | 02:22          |
| 3   | Irydion         | Biały Krzyż           | 04:07          |
| 4   | LTW             | Moja Ziemia           | 02:44          |
| 5   | Nessuna Resa    | Tempo Che Non Ritorna | 05:02          |
| 6   | Nordica         | Burn The System       | 05:11          |
| 7   | Obłęd           | Kolorowy Świat        | 03:53          |
| 8   | Old Firm        | Total Control         | 03:15          |
| 9   | Prawy Prosty    | Lubin '82             | 03:33          |
| 10  | Ptaku           | Bywa i Tak            | 03:26          |
| 11  | Rewolta         | Krew                  | 04:54          |
| 12  | Stalag          | Szósta Rano           | 02:38          |
| 13  | Tormentia       | Żołnierz Westerplatte | 04:33          |
| 14  | Utolsó Védvonal | Elnyel A Sotetseg     | 01:41          |
| 15  | Wilcze Stado    | Nie Będzie Nikt       | 02:51          |
| 16  | Stopa           | Hołd                  | 02:51          |